# Eke (België)
Eke is een dorp in de Belgische provincie Oost-Vlaanderen en een deelgemeente van Nazareth-De Pinte, het was een zelfstandige gemeente tot aan de gemeentelijke herindeling van 1977. Eke ligt aan de Schelde.
Eke is een straatdorp. Ten noorden van het centrum ligt het gehucht Landuit en verder zijn er nog de kleinere gehuchten Ten Ede, Ganzenbroek en Zwartegat, die nu door lintbebouwing met elkaar verbonden zijn. De gemeente wordt van zuid naar noord doorsneden door de verbrede en rechtgetrokken steenweg van Oudenaarde naar Gent (N60) en van zuid naar west door de spoorlijn Gent-Oudenaarde met halte in Nazareth, vlak bij de grens met Eke. In het noorden van de gemeente langs de baan Gent-Oudenaarde en in de nabijheid van de autosnelweg kwam een groot industriepark tot stand.

## Geschiedenis
De naam Eke is afgeleid van het Germaanse woord aikja, aik of eik, wat zoveel betekent als "een plaats in de omgeving van een eikenbos". Eke vindt men onder verschillende varianten terug in de annalen zoals Eca, Heke en Eeke.
Toevallige vondsten uit de Gallo-Romeinse periode, zoals urnen en kledingsieraden, wijzen erop dat Eke een van de eerst bewoonde plaatsen in Vlaanderen was. Het dorp wordt voor het eerst vermeld in annalen van de Sint-Pietersabdij in 737. De parochie Eke is toegewijd aan de Heilige Amandus en is daardoor een van de oudste parochies. Zij werd in 1123 door de bisschop van Doornik aan de Sint-Pietersabdij opgedragen.
De heerlijkheid Eke bestond uit drie belangrijke lenen. Het hoofdleen met het "kasteel van Eke" in het Graafschap Vlaanderen was afhankelijk van de kasselrij van de Oudburg van Gent. De twee andere belangrijke lenen vielen respectievelijk onder het leenhof Dendermonde en de heerlijkheid Aishove van Kruishoutem. De heerlijkheid kende verschillende bekende adellijke geslachten, zoals van Gavere (13e eeuw), van Maldegem, van Massegem, Notax (14e eeuw), van Mortaigne (15e eeuw), de Scheppere, van Coorenhuuse (16e en 17e eeuw), de Bernage, de Wismael de Fallerand (17e eeuw), van Edinge, d'Ennetières en van Lichtervelde (18e eeuw).
Tot in de middeleeuwen kende Eke weinig of geen noemenswaardige gebeurtenissen. Maar vanaf de godsdiensttroebelen in 1566 kwamen veel calvinisten bijeen in Eke en de randgemeenten, hoewel de heer van Eke, die de kant van koning Filips II had gekozen, de Spaanse troepenmacht aanvoerde tegen de hervormers. In 1578 en 1579 had Eke veel te lijden onder de bestorming van de Gentenaars die de kerk en het kasteel van de koningsgezinde heer van Eke plunderden en in brand staken. Een eeuw later tijdens de 17e eeuw en in 1708 leed de bevolking dan weer onder de invallen van Franse soldaten.
Tijdens de Eerste Wereldoorlog onderging het dorp de hevige beschietingen en de vernieling van de sluis, de brug, het kasteel en verschillende dorpswoningen. In 1935-36 lag Eke op de verdedigingslinie tussen de Leie en de Schelde voor de T.P.G. (Tête de Pont de Gand) waar er een totaal van 21 bunkers werden geconstrueerd. Door verloop van tijd werden er 10 ondergraven of afgebroken.
Op 1 januari 1977 fusioneerde Eke met de gemeente Nazareth.

## Demografische ontwikkeling
- Bronnen:NIS, Opm:1831 tot en met 1970=volkstellingen; 1976 = inwoneraantal op 31 december

## Bezienswaardigheden
- De Sint-Amanduskerk werd ingewijd in 1933. De bouw begon in 1912, maar door de Eerste Wereldoorlog raakte ze weer zwaar beschadigd voor ze af was. In de jaren 20 werd ze heropgebouwd.
- Van de oude Sint-Amanduskerk rest nog de kerktoren. Deze kerk ging terug tot de middeleeuwen, en werd in de 17de en 18de eeuw verbouwd. Het koor werd in 1857-1858 gesloopt om de kerk te vergroten. Nadat de nieuwe kerk in gebruik werd genomen, werd de oude kerk gesloopt, op de toren na.
- De Sint-Annakapel te Landuit werd in 1746 opgericht naar aanleiding van een epidemie. De kapel is geklasseerd als monument en ook de omgeving en de met knotwilgen afgezoomde landweg naast de kapel, zijn beschermd.
- De pastorie is een dubbelhuis uit 1859.
- Het Godshuis de Lichtervelde
- Het Kasteel van Eke

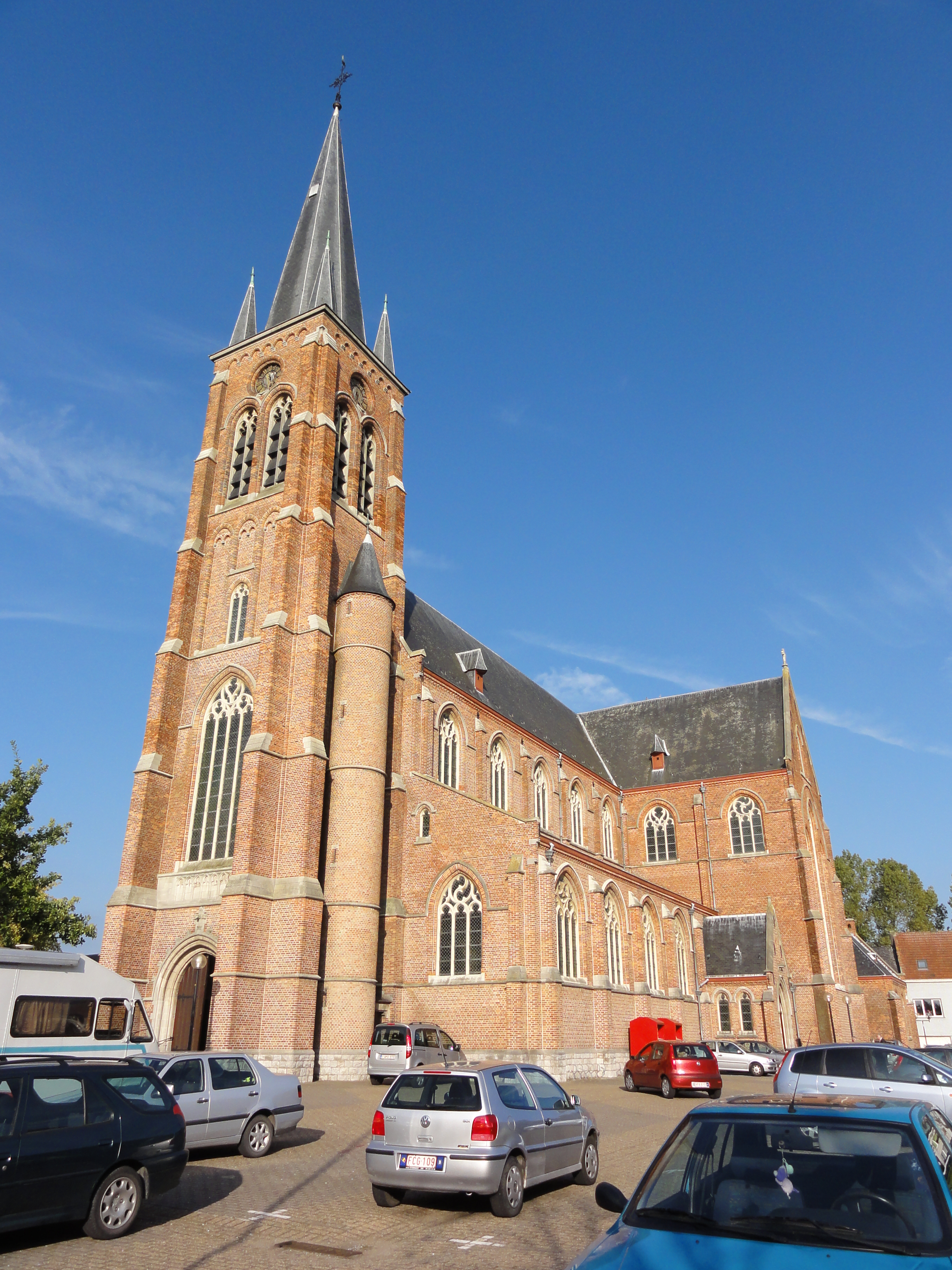
Sint-Amanduskerk
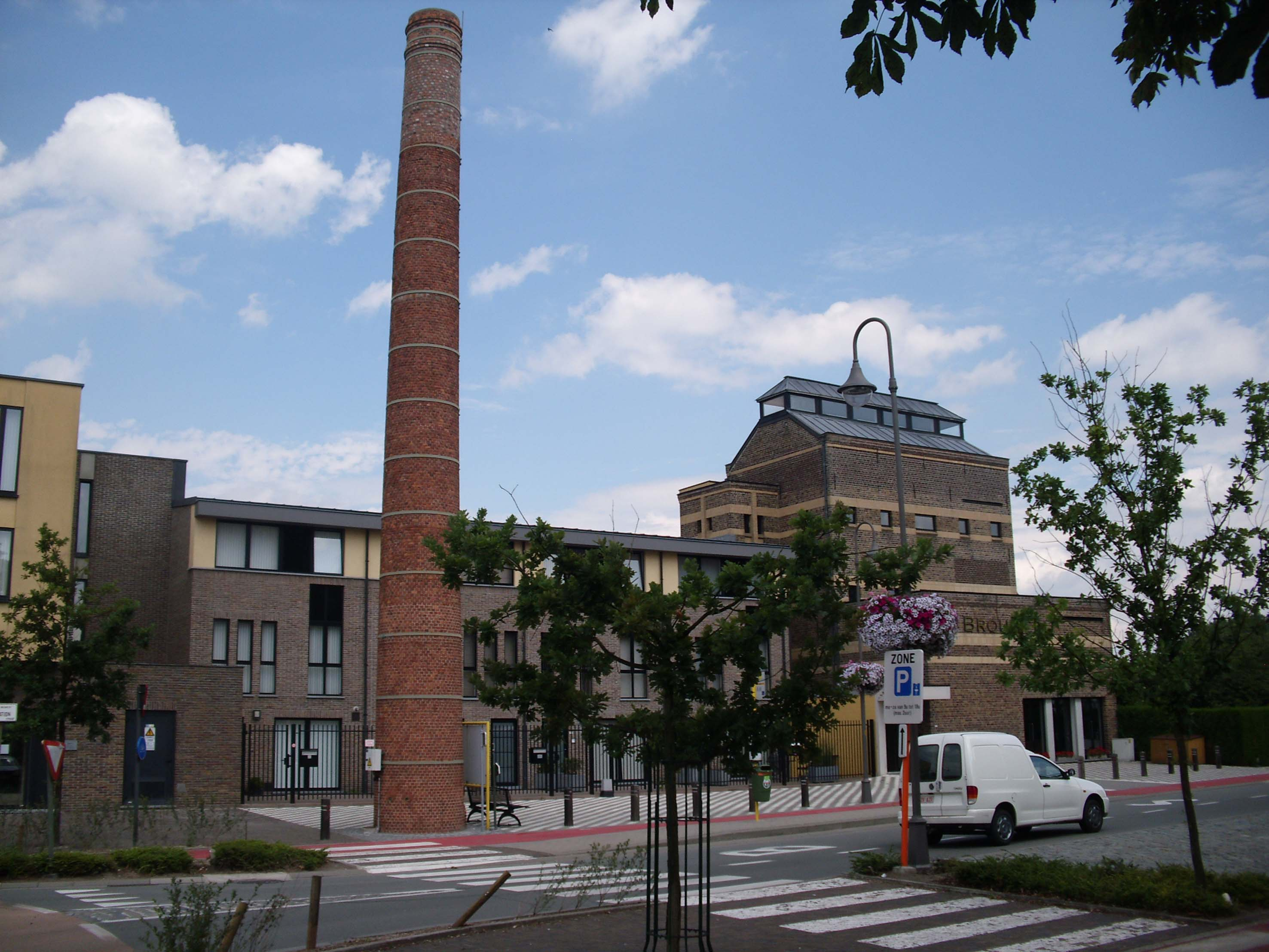
Voormalige Brouwerij Ide, thans cultuurcentrum.
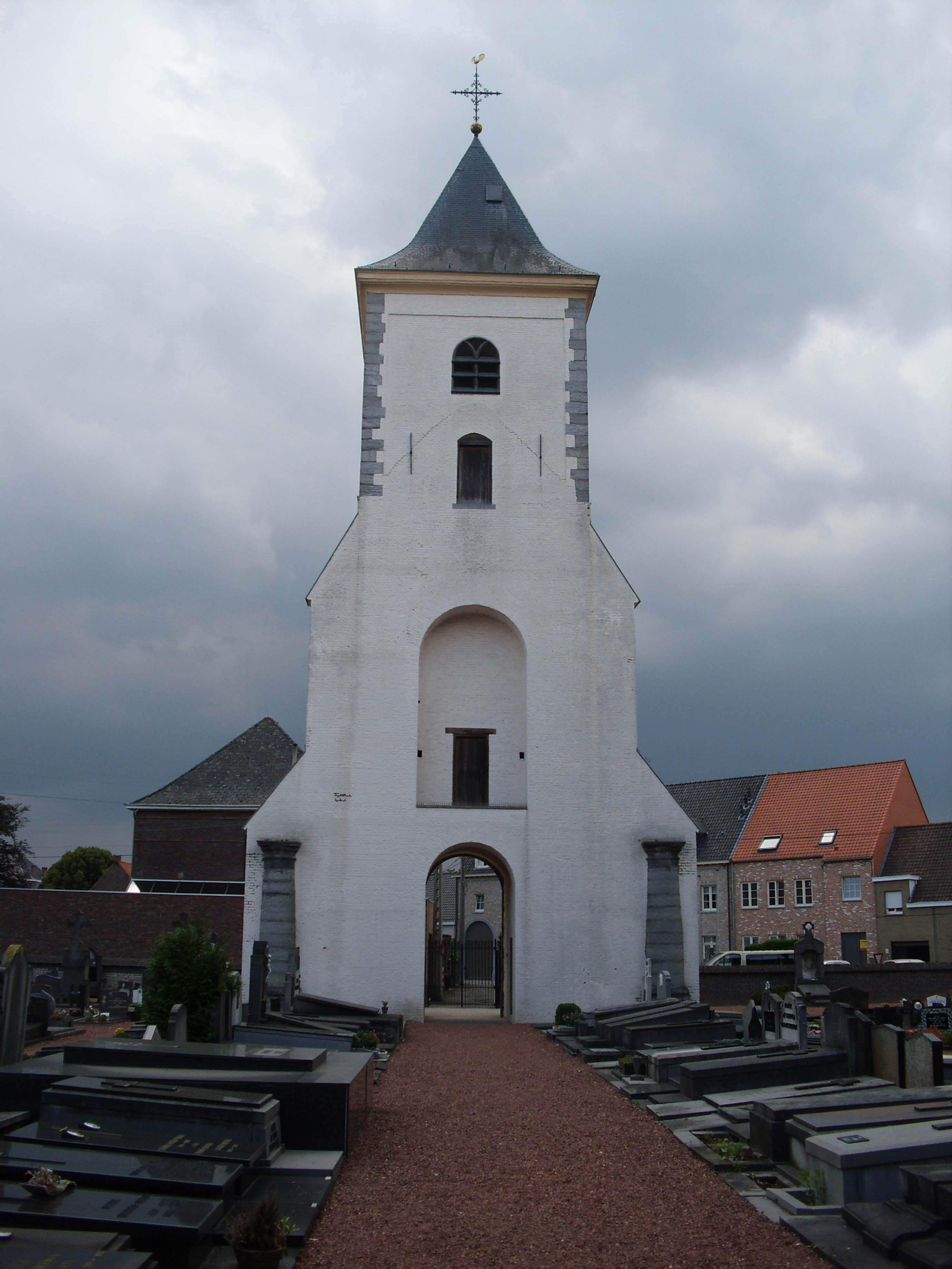
Toren van de voormalige Sint-Amandskerk.

## Natuur en landschap
Eke ligt aan de Schelde op een hoogte van 7-8 meter. De bodem is zandig.

## Evenementen
Sinds 1995 gaat elke eerste zondag van september het internationale straatanimatiefestival Brouwsels op straat door. In 2009 werd de stap gezet naar een tweedaags festival over het volledige dorpscentrum met de 15e editie Brouwsels op straat, Internationaal Festival voor straat- en circuskunsten met marché aux bons vivants. Tijdstip blijft het eerste weekend van september. In 2020 werd het evenement afgelast door de coronapandemie.

## Verbroedering
Eke is sinds 1965 verbroederd met 3 buitenlandse gemeentes waarvan de naam gelijkenis vertoont:
- Eiken (Zwitserland)
- Eicken-Bruche (Duitsland)
- Eke (Frankrijk)

### 50ste Verbroederingsfeesten Eke, Juli 2017
Van 7 tot 10 juli 2017 worden de 50ste Verbroederingsfeesten in Eke  gehouden. Hiermee wordt voortgebouwd aan een traditie die gestart is in 1965. Er is een uitgebreide fotoverzameling van ongeveer 50 foto's over de voorbije feesten in Duitsland, Frankrijk, Zwitserland en België samengebracht in de "Erfgoedbank Leie Schelde", zie Archieffoto's verbroedering Eke .

## Nabijgelegen kernen
Zevergem, De Pinte, Semmerzake, Asper, Nazareth